# Complantació
La complantació, a l'edat mitjana, era un contracte establert entre un pagès i el senyor d'una terra, pel qual aquest darrer cedia al pagès la terra perquè hi plantés vinyes.
Passat un termini de temps (quatre, cinc, set anys), la meitat del tros de terra plantat de ceps retornava al senyor i l'altra meitat esdevenia, en principi, propietat alodial del pagès (de fet, al segle xii, molt sovint no era pas així).
Trobem exemples de contractes de complantanció al segle x a la Catalunya Vella. Després de la conquesta de Lleida i de Tortosa, al segle xii, també es feu servir la complantació per a difondre la vinya en aquestes contrades de la Catalunya Nova.